# ラテン市民権
ラテン市民権（ラテンしみんけん、羅: ius Latii, 英: Latin Right）は、古代ローマの領域内に住む人に与えられた諸権利のひとつ。「ius Latii」とは、直訳すると「ラティウムの権利」となる。この権利は当初ローマが盟主となったラテン同盟の参加都市の市民に授与されたものであったが、同盟の拡大によりその範囲はラティウムの範囲を越えていった。
この権利に似たような権利に投票権なしのローマ市民権 （羅: Civitas sine suffragio, キウィタス・スィネ・スッフラギオ） がある。

## 権利の内容
ローマ市民権を持つローマ市民と市民権を持たない外国人（ペレグリヌス, peregrinus）との中間にある権利で、この権利を有するものはコンメルキウム、コヌビウム、ユス・ミグラティオニスの三権利が保障された。
コンメルキウム (commercium)ラティウムのいかなる都市での土地の購入、市民同士の契約が法的拘束力を持つ。
コヌビウム (conubium)ラティウムのいかなる都市のいかなる市民も互いに婚姻できる。
ユス・ミグラティオニス (ius migrationis)ラティウム内のいかなる都市においても、その地に住む事によってその都市の市民権を得る事ができる。
またラテン市民権を有する者はローマ法の保護下にあると法的にみなされたが、ローマのケントゥリア民会で公職を投票する参政権はこの権利が行使されうる範囲外にあった。

## 起源
ラテン市民権の設定は未だ都市国家であったローマとラテン同盟下の都市国家との間で軋轢が生じた時に始まる。ローマは自ら所属していたラテン同盟の参加都市と戦って勝利を収め、ラテン同盟を吸収する形となった。この勝利で完全にローマに合併された地域もあれば、ある程度の権限を与えられた地域もあった。この地域の構成員に与えられた権利をラテン市民権と呼ぶ。これによりラテン同盟の参加都市の市民は税制面でローマ市民と同様の待遇を受け、直接税を払う必要がなくなった。しかし権限の大きさは盟主であり勝利者でもあったローマの市民権と比較すると権利は限定的なものであった。また拡大するラテン同盟の中の都市でも古参のものから新参のものとの間に差異が見られたものと思われ、古参のものを意味したと思われるマイウス・ラティヌム (Maius Latinum)、 ラティウム・アンティクウム (Latium Antiquum)、ウェトゥス (Vetus) という呼称が残っている。
またこの権利の施行以降、ラティウムの市民構成員に民族的・地域的な分別がなくなり、ローマ人から与えられた厳格に明文化された権利と特権を持つ者の違いとなった。その後紀元前3世紀にラテン市民権はその他のラティウム都市にも適用され、紀元前171年には初めてイタリア半島外のヒスパニアの属州に適用された。ラテン市民権の拡大によりローマは他の都市国家の支配力を強め、この市民権の拡大がそのままローマの勢力拡大を意味する事となった。

## 沿革
ラテン市民権を有する者をラティニタス (Latinitas) と呼んだが、その呼称が意味する範囲は時代を下って広がりを見せている。紀元前91年の同盟市戦争までは、ローマ連合に加盟している都市の市民に与えられた。
当時は「ローマ市民権」を持つローマ市民、「ラテン市民権」を持つラテン市民、同盟都市の市民の順に権利も義務も小さくなっていたが (Divide et impera, 「分割統治」)、同盟市戦争以来、全イタリア人にローマ市民権が与えられたため、本国イタリアにはラテン市民権を持つ市民はいなくなった。
その後、カエサルがシチリアとガッリア・トランサルピーナ（ガッリア・ナルボネンスィス）の属州民すべてにラテン市民権を授与し、ウェスパシアヌス帝がヒスパニアの自治都市にラテン市民権を授与した。